# Cornelis Pietersz. Bega

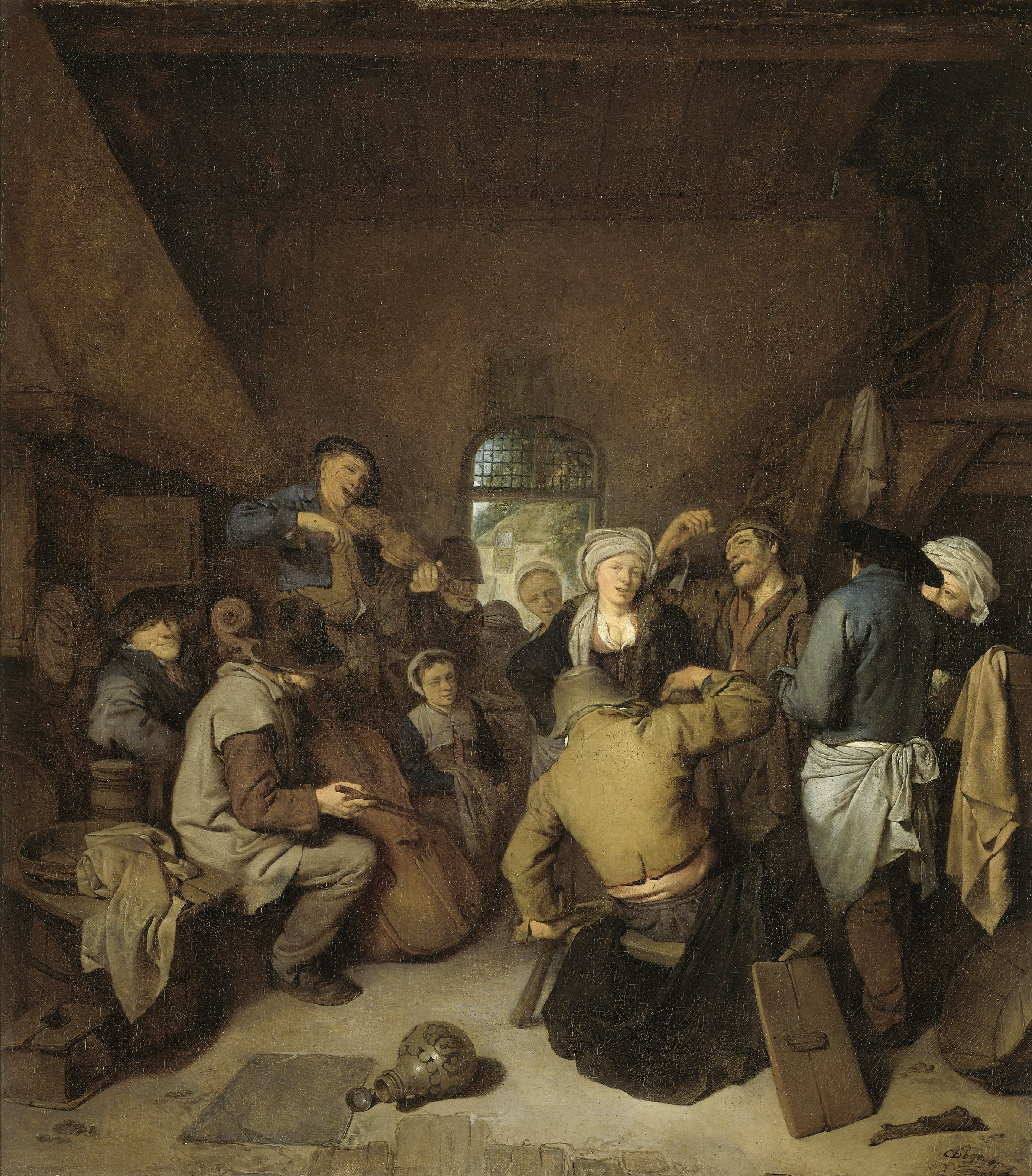
Cornelis Pietersz. Bega – ”Musicerande bönder”

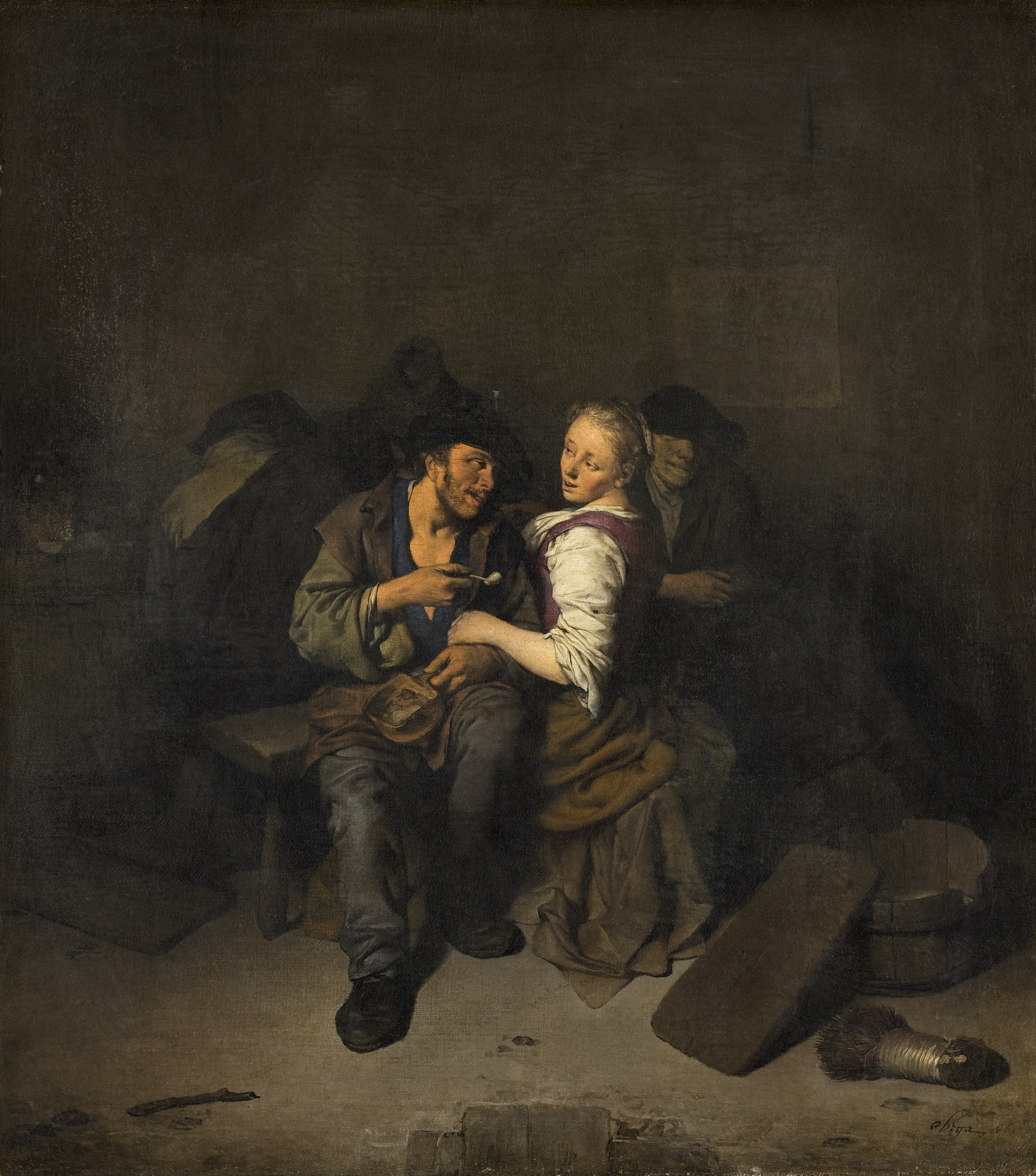
Ungt par på ett värdshus av Cornelis Bega. Olja på du, 1661, Hallwylska museet.

Cornelis Pietersz. Bega, född 1631 eller 1632 i Haarlem, död 27 augusti 1664, var en nederländsk målare. 
Bega var huvudsakligen verksam i Haarlem, men besökte även Tyskland och Italien. Han är mest känd för att ha målat mustiga krogscener och interiörer med musikanter eller konstnärer i sin lärare, Adriaen van Ostades stil. Begas tavla Musiklektionen från 1663 hänger på Nationalmuseum i Stockholm.